# Cephaloscyllium sarawakensis
Cephaloscyllium sarawakensis е вид акула от семейство Scyliorhinidae.

## Разпространение и местообитание
Видът е разпространен в Китай (Хайнан) и Малайзия.
Среща се на дълбочина от 100 до 200 m.

## Описание
На дължина достигат до 44,1 cm.